# Ле-Морн-Брабан
Ле-Морн-Брабан (фр. Le Morne Brabant) — полуостров на юго-западной оконечности острова Маврикий. Над полуостровом на высоту 556 метров возносится холм и базальтовая скала. Туристический центр.
В 2008 году ландшафт полуострова был включён в список Всемирного наследия ЮНЕСКО.
Ле Морн — это одно из лучших в мире мест для катания по волнам с кайтом, на виндсерфе и пэдлборде. Эти виды водной активности широко представлены в этой части Маврикия.

## История
Местность стала известна в XIX веке, когда в многочисленных пещерах холма Ле-Морн находили убежище беглые рабы. В истории горы есть трагический момент. Рабы, как обычно, прятались в горе, когда они увидели представителей правоохранительных органов, поднимающихся к ним. Рабы подумали, что их нашли, и, не дожидаясь поимки, начали прыгать с горы. Они не знали, что к ним пришли с радостной вестью: на Маврикии отменили рабство.
Были случаи, когда туристы поднимались на гору и не могли спуститься. Их приходилось спасать при помощи вертолётов.